# Lima (nhà hàng)
Lima là một nhà hàng ở London, Anh, chuyên phục vụ các món ăn Peru. Bếp trưởng của nhà hàng là Virgilio Martínez Véliz. Vào năm 2014, Lima vinh dự được trao tặng một ngôi sao Michelin, qua đó trở thành nhà hàng phục vụ món ăn Peru đầu tiên có được một ngôi sao Michelin.

## Mô tả
Lima do Gabriel và Jose Luis Gonzalez, cùng đầu bếp người Peru Virgilio Martínez Véliz sở hữu. Mặt tiền của tòa nhà được người bồi bàn chính là Bunmi Okolosi điều hành. Trước kia, ông từng làm phục vụ cho nhà hàng Dinner by Heston Blumenthal. Trong khu vực nấu nướng, Roberto Ortiz là bếp chính của nhà hàng và chịu sự giám sát của bếp trưởng Virgilio Martínez Véliz. Martínez Véliz cũng từng làm đầu bếp tại nhà hàng Central Restaurante ở Lima, Peru, một nhà hàng xếp vị trí thứ 5 trong danh sách những nhà hàng tốt nhất thế giới năm 2017.
Nội thất của Lima do Erik Munro đảm nhận vai trò thiết kế. Trên tường có treo một bức tranh, trong khi phần còn lại của nhà hàng mang màu be. Nhà hàng này tuy nhỏ hẹp, nhưng biết sử dụng gương để tạo cảm giác rằng không gian rộng hơn. Đằng sau nhà hàng dưng một giếng trời, có chức năng chiếu sáng. Phần còn lại của tòa nhà thì được thắp sáng bằng nến và đèn công nghiệp. Khu vực bếp mở ra, kết nối hoàn toàn với khu vực ăn uống của nhà hàng.

## Tiếp nhận
Fay Maschler của tờ London Evening Standard đã đến thăm Lima ngay sau khi nó khai trương vào tháng 7 năm 2012. Cô ca ngợi sự phối màu công phu trên các món ăn, đồng thời cho rằng món bạch tuộc với ô liu diêm mạch, tía tô cùng botija là một  cách quảng bá hoàn hảo cho việc sử dụng bạch tuộc một cách rộng rãi hơn vào ẩm thực. Cô cũng đánh giá món chính là vai cừu được làm hơi chín quá, nhưng lại tỏ ra hài lòng với các món đi kèm. Cô trao tặng nhà hàng 4 trên 5 sao. Viết cho tờ The Independent, John Walsh bày tỏ rất thích món bạch tuộc và ca ngợi món ăn "ngon tuyệt hảo". Ông mô tả món thịt vai cừu "mềm tuyệt vời, thịt tan chảy thành sợi" và khẳng định sự kết hợp của nho luộc cùng với diêm mạch đen đã tạo ra một sự tương phản phù hợp. Về tổng thể, Walsh đánh giá nhà hàng 4 trên 5 điểm, còn về không khí và cách phục vụ thì 3 trên 5 sao.
Một bài đánh giá trên tạp chí Time Out vào tháng 10 năm 2012 cho biết món lợn sữa kết hợp với bột ngô thô là rất tuyệt. Tuy nhiên, bài đánh giá này nhận định món kem dulce de leche có quá nhiều món kèm theo, như nhũ tương, củ cải và rễ maca. Matthew Norman trên tờ The Daily Telegraph đã mô tả Lima là "một sự pha trộn hoàn hảo đến nực cười của hương vị và thẩm mỹ". Ông gọi món cá tráp biển trộn nước ép là "ngạc nhiên xúc động dữ dội" đồng thời khẳng định rằng các món ăn xuất sắc nhất tại nhà hàng là thịt bò pachamanca trộn với huacatay. Norman dành cho nhà hàng số điểm tuyệt đối: năm trên năm.
Lima đã được trao một ngôi sao Michelin trong Cẩm nang Michelin 2014. Nhận định về sự kiện trên, Gonzalez cho biết đó  vừa là một "bất ngờ lớn", vừa là "dấu ấn uy tín cho ẩm thực Peru". Đó là lần đầu tiên một nhà hàng phục vụ ẩm thực Peru ở châu Âu được trao tặng một ngôi sao Michelin. Trong danh sách nhà hàng tốt nhất ở Anh năm 2013 do National Restaurant Awards biên soạn, Lima đã không được liệt kê nhưng được đặc cách là "nhà hàng đáng đến ghé qua". Cũng trong danh sách đó, vào năm sau, nó được xếp ở vị trí thứ 68.